# Stevie Wright
Stephen Carlton Wright (20 de diciembre de 1947-27 de diciembre de 2015), más conocido como Stevie Wright (antes llamado Little Stevie), fue un músico y compositor australiano nacido en Inglaterra que ha sido considerado la primera estrella internacional del pop de Australia. Entre 1964 y 1969, fue el cantante principal de la banda de Sídney de rock and roll The Easybeats, ampliamente considerada como la mejor banda de pop australiana de la década de 1960.

## Primeros años: 1964-1969
Wright nació en Leeds, Reino Unido, en 1947, hijo de George Wright y Dorothy Wright (de soltera Longden); su familia emigró a Melbourne, Victoria, Australia, cuando él tenía nueve años. Se trasladaron a Sídney en 1960 y vivieron en Villawood, Nueva Gales del Sur, cerca del albergue para inmigrantes de Villawood. Fue vocalista principal de la banda local The Outlaws y en 1964 formó Chris Langdon & the Langdells, que inicialmente tocaba música surf al estilo de The Shadows, pero que se convirtió a la música beat bajo la influencia de The Beatles.
Después de una actuación de Langdells, Wright conoció a Johannes Hendrikus Jacob van den Berg (más tarde Harry Vanda), nacido en los Países Bajos, que se alojaba en el albergue para inmigrantes de Villawood, y a su compatriota Dingeman van der Sluys (más tarde Dick Diamonde). Esta presentación fue organizada por su primer representante, Alan Kissick. La pareja convenció a Wright para que formara una banda con el amigo de Vandenberg y compañero de albergue llamado George Young. Junto con otro llamado Gordon "Snowy" Fleet, formaron The Easybeats a mediados de 1964. La formación inicial de los Easybeats era Diamonde en el bajo, Fleet en la batería, Vanda en la guitarra, Wright en la voz y Young en la guitarra.
Durante su estancia en los Easybeats, Wright era conocido popularmente y con cariño como "Little Stevie". Los primeros éxitos de The Easybeats fueron escritos por Wright con su compañero de banda Young, incluyendo "She's So Fine" (n.º 3, 1965), "Wedding Ring" (n.º 7, 1965), "Women (Make You Feel Alright)" (n.º 4, 1966), "Come and See Her" (n.º 3, 1966), "I'll Make You Happy" (tema de Easyfever EP, n.º 1, 1966), y "Sorry" (n.º 1, 1966).
Fue el vocalista principal de su único éxito internacional "Friday on My Mind", que alcanzó el n.º 1 en Australia en 1966. Llegó al n.º 6 en el Reino Unido, al Top 10 en Alemania, los Países Bajos, Francia e Italia y al Top 20 en los Estados Unidos en 1967. En 2001, la canción fue votada como la mejor canción australiana de todos los tiempos por la Australasian Performing Right Association, Wright era conocido por su enérgica actuación en el escenario, que incluía acrobacias de espalda y movimientos de baile mod. The Easybeats se disolvieron en el Reino Unido en 1969 y Vanda & Young se convirtieron en músicos independientes, compositores y productores.
Además de los temas para The Easybeats, Wright y George Young también escribieron "Step Back" para Johnny Young  (sin parentesco) y su banda Kompany, publicado en mayo de 1966, que alcanzó el número 1.

## Éxito en solitario: 1972-1975
Tras la disolución de los Easybeats en 1969, Wright regresó a Sídney desde el Reino Unido y formó un grupo de acompañamiento, Rachette. Produjo el primer sencillo del grupo local Bootleg, "Whole World Should Slow Down", en 1970. A finales de 1971, estaba en Perth y se unió a Likefun con Ray Hoff en la voz (ex-Off Beats), Morri Pierson en la voz, Shirley Reid en la voz, John Tucak en el bajo y Alan Wilks en el órgano. Pronto regresó a Sídney y desde mediados de 1972 asumió el papel de Simón en la  producción escénica australiana de Jesus Christ Superstar. También en 1972, se unió a Black Tank con Rory O'Donoghue a la guitarra y la voz (ex-The Pogs), Ken Firth al bajo (Tully) y Greg Henson a la batería (Levi Smith Clefs).
Wright firmó con el sello Albert Productions a finales de 1973, lo que le permitió reunirse con sus antiguos compañeros de banda Vanda & Young, que habían regresado del Reino Unido y ahora eran productores y compositores en plantilla. Wright formó Stevie Wright & the Allstars para actuaciones en directo, la formación incluía, Johnny Dick en la batería (ex-Billy Thorpe & the Aztecs), Tim Gaze en la guitarra principal (Tamam Shud, Kahvas Jute, Ariel, y Warren Morgan en el piano (Chain, Billy Thorpe & the Aztecs). En abril de 1974 lanzó su primer álbum LP, Hard Road, que incluía el sencillo "Evie (Partes 1, 2 y 3)", lanzado en mayo. La canción fue escrita y producida por Vanda & Young, y se convirtió en un éxito: la única canción de 11 minutos que ha llegado al número 1 en todo el mundo, y ahora se considera un clásico del rock australiano. La primera parte se subtitula "Let Your Hair Hang Down" y la tercera es "I'm Losing You". Wright dio tres conciertos en la Ópera de Sídney con el apoyo de Vanda, Young y AC/DC de Malcolm Young. (hermano de George Young). Otro LP producido por Vanda y Young, Black-eyed Bruiser, siguió en 1975, pero no llegó a entrar en el Top 50. A mediados de 1975, los Allstars pasaron a manos de John Paul Young (sin relación) y Wright formó la Stevie Wright Band con Tony Bolton en la batería (Aesop's Fables, Country Radio), Larry Duryea en percusión (Tamam Shud), Russell Johnson a la guitarra (Mississippi, Country Radio), Billy Rylands al bajo (Lotus) y Peter White al teclado.

## Años posteriores
En 1976 Wright era adicto a la heroína, que al parecer había empezado a consumir durante su participación en el reparto de Jesucristo Superstar. Fue hospitalizado y se sometió a un tratamiento con metadona. Su salud mental se resintió aún más después de su autoingreso en el Hospital Privado de Chelmsford. Un psiquiatra, Harry Bailey, le administró un tratamiento muy controvertido, la Terapia del Sueño Profundo, que supuestamente trataba la adicción a las drogas mediante una combinación de coma inducido y terapia electroconvulsiva. Muchos pacientes, incluido Wright, sufrieron daños cerebrales y secuelas de por vida. El escándalo salió a la luz y Bailey se suicidó.
En 1982, Wright se unió a Vanda & Young en su banda de estudio, Flash and the Pan, para poner voz a su álbum Headlines y a los sencillos relacionados, "Where were You?" en julio, y "Waiting for a Train" en diciembre. Ese mismo año se habló de una reunión de The Easybeats. Wright dijo a Juke Magazine en 1983 que "tenían a nuestros abogados trabajando en el acuerdo" porque había un local interesado en tenerlos "pero en el último momento intentaron cambiar el local y simplemente dijimos 'olvídalo'".
En 1983, se habló de un álbum en solitario con el trabajo realizado de nuevo con Vanda y Young. Wright dijo que el álbum se describiría mejor como "rock 'n' roll con clase", y que las canciones trataban sobre "un amplio espectro de todas las experiencias por las que he pasado". Dijo que las canciones de amor eran optimistas. La entrevista da una buena idea de cómo trabajó Wright en el estudio con Vanda y Young:
"Bueno, es una cosa a tres bandas. Se sentarán y dirán 'tenemos este tipo de canción' y discutiremos cómo la abordaremos. Obviamente, después de tanto tiempo tenemos un vínculo muy fuerte. He escrito un par de canciones, pero como ellos son mucho mejores que yo, dejaré que se encarguen de ello".
Según el artículo de la revista Juke, estaba "prevista su publicación a finales de ese año"; sin embargo, esto nunca ocurrió.
En enero de 1984, Wright fue acusado de intento de allanamiento de morada, días después de asistir al centro de rehabilitación de drogas de Westmount. Ese mismo mes fue detenido por consumo de heroína. Llevaba consumiendo heroína desde aproximadamente 1973 y, según Wright, siguió siendo un adicto durante 20 años. Los Easybeats se reformaron para una breve gira australiana en 1986, y Wright volvió a formar variaciones de la Stevie Wright Band en 1986-88. Los problemas de drogadicción de Wright continuaron en las décadas de 1980 y 1990, y estuvo a punto de morir en varias ocasiones, pero fue apoyado por su pareja, Fay Walker. Su meteórico ascenso y caída le han convertido en un tema mediático frecuente. En 1999, el periodista Jack Marx publicó una esperada biografía, Sorry - The Wretched Tale of Little Stevie Wright. Fue aplaudida por algunos críticos. El historiador musical australiano Clinton Walker la calificó de "periodismo gonzo en su máxima expresión". Más tarde, The Bulletin se refirió a Sorry como "uno de los libros de rock más desgarradores jamás escritos". Sorry fue rechazado por Wright, sus fanes y otros críticos. El crítico de Internet Ken Grady (Luna Kafé, 1999) describió a Marx como "un hipócrita que se sirve a sí mismo" y concluyó su crítica observando: "Lo único que ha conseguido Marx es retratarse a sí mismo como una sanguijuela muy desagradable y moralmente arruinada".
Long Way to the Top fue un documental de seis partes de la Australian Broadcasting Corporation (ABC) de 2001 sobre la historia del rock and roll australiano desde 1956 hasta la era moderna. El episodio 2: Ten Pound Rocker, emitido el 22 de agosto, incluía entrevistas con Harry Vanda y Johnny Young. Vanda describió cómo conoció a George Young, mientras que Johnny Young (sin parentesco) describió cómo Wright escribió la letra de "Step Back". En agosto de 2002, los promotores Michael Chugg y Kevin Jacobsen organizaron una gira de conciertos relacionada, Long Way to the Top. Wright se había lesionado gravemente el tobillo en una caída, por lo que en los conciertos interpretó "Evie", con The Allstars, sentado en un taburete. Las actuaciones de dos conciertos en Sídney en septiembre se grabaron, se emitieron en ABC-TV y posteriormente se publicaron en DVD en diciembre. Su biografía autorizada, Hard Road: The Life and Times of Stevie Wright, de Glenn Goldsmith, se publicó en 2004. En 2001, Wright vivía cerca de Canberra con su pareja Fay Walker, y tenía un hijo, Nicholas, nacido en 1972 o 1973.
El 14 de julio de 2005, The Easybeats, con Wright como miembro, entraron en el Salón de la Fama de la ARIA junto a Renée Geyer, Hunters & Collectors., Smoky Dawson, Split Enz y Normie Rowe.
El 31 de enero de 2009, Wright encabezó el festival Legends of Rock en Byron Bay. Tocó canciones como "Sorry", "I'll Make You Happy", "Evie (part 2)", "Friday on My Mind", "She's So Fine" y "Wedding Ring". El 11 de febrero fue entrevistado por Kym Ferguson para el programa Sunday Groovies de Macquarie Regional Radioworks. Informó de que 2009 era un año emocionante y ajetreado en el que se esperaba nuevo material y temas inéditos.
Wright se retiró y vivió en la costa sur de Nueva Gales del Sur. Falleció el 27 de diciembre de 2015 en el Hospital de Moruya a causa de una neumonía. El funeral de Wright se celebró en la Catedral de San Andrés de Sídney el 8 de enero de 2016.